# Kleinkorga
Kleinkorga is een plaats en voormalige gemeente in de Duitse deelstaat Saksen-Anhalt, en maakt deel uit van het district Wittenberg.
Kleinkorga telt 85 inwoners.